# 花钏
花钏，印度古代史诗《摩诃婆罗多》人物。她是摩尼城国王花乘之女，般度族第三子阿周那的第三位妻子，与阿周那育有一子褐乘。阿周那在十二年林居期间与花钏相遇并结为夫妻，但据载在那之前，花钏便已听闻了他的故事，并深深爱上了他。
阿周那离开后，褐乘和花钏仍留在摩尼城，前者最终成为了国王。